# Stark Naked and Absolutely Live
Stark Naked and Absolutely Live ist das erste offizielle Livealbum der deutschen Band Alphaville. Auf den letzten aufgeführten Titel, Apollo, folgt ein weiterer versteckter Titel: eine akustische Version von Dance with Me.

## Titelliste
| Nr.          | Titel                                                             | Länge |
| ------------ | ----------------------------------------------------------------- | ----- |
| 1.           | Sounds Like a Melody                                              | 6:50  |
| 2.           | Guardian Angel                                                    | 4:30  |
| 3.           | Cosmopolitician                                                   | 5:56  |
| 4.           | A Victory of Love                                                 | 5:02  |
| 5.           | Monkey in the Moon                                                | 4:44  |
| 6.           | New Horizons                                                      | 5:48  |
| 7.           | Wishful Thinking                                                  | 5:20  |
| 8.           | Jerusalem                                                         | 4:04  |
| 9.           | Flame                                                             | 4:06  |
| 10.          | Big in Japan                                                      | 6:05  |
| 11.          | Forever Young                                                     | 5:43  |
| 12.          | Apollo (mit einer akustischen Version von Dance with Me bei 9:22) | 14:50 |
| Gesamtlänge: | Gesamtlänge:                                                      | 72:58 |

## Interpreten
- Marian Gold – Leadgesang
- Martin Lister – Keyboard, Hintergrundgesang
- Rob Harris – Gitarre, Hintergrundgesang
- Shane Meehan – Schlagzeug, Percussion

## Rezeption
Der AllMusic-Redakteur Aaron Badgley urteilte: „The recording is somewhat poor and the overall packaging is disappointing given their past releases and the apparent care that went into them. This is a disappointing release, and really only collectors would enjoy it.“ („Die Aufnahme ist irgendwie schwach und die Gesamtverpackung enttäuschend, wenn man die vorherigen Veröffentlichungen und die offensichtliche Sorgfalt betrachtet, die diesen zuteil wurde. Das ist eine enttäuschende Veröffentlichung, und wirklich nur Sammler werden sie schätzen.“) 1,5 von fünf Sternen wurden vergeben.